# 斯拉武特奇站
斯拉武特奇站（羅馬化：Slavutych  （ⓘ））是基輔地鐵瑟雷茨-佩切拉線的一個車站。斯拉武特奇站開通於1992年12月30日，車站的設計者是建築家米科拉·阿廖什金。車站有2個入口。